# Siège de Homs
Guerre civile syrienne
Batailles
- 1re Deraa
- 2e Deraa
- Homs
- Banias
- Telkalakh
- 1re Rastane
- Talbiseh
- 1re Jisr al-Choghour
- 1re Jabal al-Zawiya
- 1er Hama
- Lattaquié
- 2e Rastane
- 1er Zabadani
- Douma
- 3e Rastane
- 2e Zabadani
- 1er Qousseir
- 1re Azaz
- 1re Idlib
- Taftanaz
- 4e Rastane
- Nobl et Zahraa
- Tremseh
- 1re Damas
- Ghouta orientale
- Alep
- Al-Tel
- Menagh
- 1er Régiment 46
- 1re Maarat al-Nouman
- Cheikh Souleimane
- 2e Taftanaz
- 2e Hama
- Kuweires
- 1re Al-Chaddadeh
- 1re Yaaroubiyé
- 1re Raqqa
- 2e Qousseir
- 3e Qousseir
- Ras al-Aïn
- Daraya
- Maaloula
- 2e Azaz
- Mahin et Sadad
- 2e Yaaroubiyé
- 1re Tall Hamis
- 2e Raqqa
- 1re Jarablous
- Al-Manajir
- Otaybah
- Yabroud
- Markada
- Kassab
- 1re Khan Cheikhoun
- Rankous
- 1re Boukamal
- Tall al-Jabiyah
- 1re Deir ez-Zor
- 1re Kobané
- Ras al-Maara
- 2e Deir ez-Zor
- Al-Chaer
- Division-17
- Brigade 93
- 1re Tabqa
- Djezaa
- 2e Kobané
- Mabrukah
- 3e Yaaroubiyé
- 2e Jabal al-Zawiya
- Wadi al-Deïf
- 2e Tall Hamis
- Tall Tamer
- 2e Régiment 46
- Bosra
- Cheikh Hilal
- 2e Idlib
- Foua et Kafraya
- Bousra al-Harir
- Qalamoun
- 2e Jisr al-Choghour
- 1re Palmyre
- Al-Amr
- 1re Tall Abyad
- Sourane
- 1re Hassaké
- Brigade 52
- Aïn Issa
- 2e Hassaké
- 3e Zabadani
- Sarrine
- Sahl al-Ghab
- Malkiyé
- Al-Qaryatayn
- 1re Marea
- 1re Abou Douhour
- 3e Hama
- Al-Hol
- 1re Tichrine
- Cheikh Meskin
- 1re Tall Rifaat
- 2e Al-Chaddadeh
- Khanasser
- 2e Tall Abyad
- 2e Palmyre
- Al-Raï
- 2e Maarat al-Nouman
- 1re Tasil
- Qamichli
- 2e Tall Rifaat
- Khan Touman
- 3e Raqqa
- 2e Marea
- 1re Manbij
- 2e Tabqa
- 2e Boukamal
- 3e Hassaké
- Opération Bouclier de l'Euphrate
- 2e Jarablous
- 4e Hama
- 4e Raqqa
- 3e Palmyre
- Al-Bab
- Wadi Barada
- 4e Palmyre
- 1re Poche d'Idlib
- 2e Tasil
- 5e Hama
- al-Hamad
- 3e Tabqa
- Badiya
- al-Tanaf
- Aqareb et Maboujé
- 5e Raqqa
- 2e Poche d'Idlib
- 1re Al-Soukhna
- Ouqayribat
- 3e Deir ez-Zor
- 2e Abou Douhour
- Beït Djine
- Mayadine
- 3e Boukamal
- Afrine
- Khoucham
- 3e Poche d'Idlib
- 4e Boukamal
- 3e Deraa
- 1re Soueïda
- Al-Safa
- 4e Poche d'Idlib
- 2e Khan Cheikhoun
- Opération Source de paix
- Baricha
- Maarat al-Nouman et Saraqeb
- 2e Al-Soukhna
- 4e Deraa
- Al-Sinaa
- 2e Afrine et al-Bab
- Opération Griffe-Épée
- 4e Deir ez-Zor
- Offensive rebelle de 2024 en Syrie
- 2e Alep
- 6e Hama
- 2e Homs
- 5e Palmyre
- 2e Damas
- 2e Manbij
- 2e Tichrine
- Côte syrienne
- Jaramana et Sahnaya
- 2e Soueïda

- Houla
- Al-Koubeir
- Daraya
- al-Bayda et Baniyas
- Barouda
- Ghraneidj et d'al-Keshkeyyi
- Kobané
- Khan Cheikhoun
- Al-Qaryatayn

- Khan al-Assal
- Jobar
- Saraqeb
- Adra et Douma
- Ghouta
- Talmenes
- Sarmin
- Ouqayribat
- Khan Cheikhoun
- Douma

- 1er Damas
- 2e Damas
- 3e Damas
- Jaramana
- 4e Damas
- 5e Damas
- 1er Homs
- 2e Homs
- Hassaké
- Tall Tamer
- 1er Sayyida Zeinab
- 3e Homs
- 2e Sayyida Zeinab
- Tartous et Jablé
- Qamichli
- Azaz
- Soussiane
- 4e Homs
- 6e Damas
- 7e Damas
- Rachidine
- Al-Tojjar
- Manbij
- Afrine
- 8e Damas

- Incidents frontaliers Syrie-Turquie
- Conflit au Liban
- Crise russo-turque de 2015

- Intervention de l'Iran
- Confrontations israélo-syriennes
- Coalition internationale
- Opérations aériennes de la coalition
- Intervention de la Russie
- Opération Inherent Resolve
- Opération Chammal
- Opération Impact
- Bombardement de la base aérienne d'Al-Chaayrate
- Bombardements de Barzé et de Him Shinshar

Le siège de Homs,,, est une série d’opérations militaires menées par l’armée syrienne dans la ville de Homs durant la guerre civile syrienne.
Homs est la troisième ville la plus peuplée de Syrie, située à 100 kilomètres de Damas. La ville est considérée comme le bastion du soulèvement contre le régime du président Bachar el-Assad et est parfois appelée la « Capitale de la Révolution » par les opposants au régime. Les hostilités ont commencé à la suite d'une campagne de répression contre les manifestants antigouvernementaux. Certains de ces manifestants étaient armés et ont répliqué en tirant sur les policiers. Ces oppositions se sont peu à peu transformées en combats de rue prolongés entre les forces de sécurité et la nouvellement formée Armée syrienne libre qui gagna au fur et à mesure du terrain en prenant le contrôle de différents quartiers.
À la fin de décembre 2011, une mission d’observateurs de la Ligue arabe fut envoyée afin de maîtriser la situation. Cette mission avorta et l’Armée syrienne lança une offensive en février 2012 sur le quartier de Baba Amr qui fut bombardé et coupé de toutes les routes de ravitaillement. Ces actions poussèrent les civils et les soldats de l'Armée syrienne libre à quitter le quartier début mars,.
Début mai 2012, après que le cessez-le-feu de l'ONU a été rompu, les combats de rues et les bombardements se firent plus sporadiques. Pendant ce temps, le gouvernement prit le contrôle de la plus grande partie de la ville. L'opposition maîtrisait moins d'un cinquième des quartiers de la ville et était encore en train de combattre pour la maîtrise d'une partie d'à peu près la même taille. Au début d’octobre, 75 % de la ville (14 quartiers) était sous le contrôle de l’armée.
Assiégé pendant deux ans, le Vieux Homs capitule le 4 mai 2014 et repasse sous le contrôle du régime le 9 mai, après l'évacuation des rebelles et des civils vers le nord de la Syrie. Al-Waer, le dernier quartier tenu par les rebelles à Homs, capitule à son tour le 13 mars 2017 et son évacuation s'achève le 21 mai. Homs repasse alors entièrement sous le contrôle du régime syrien.

## Contexte

### Printemps arabe

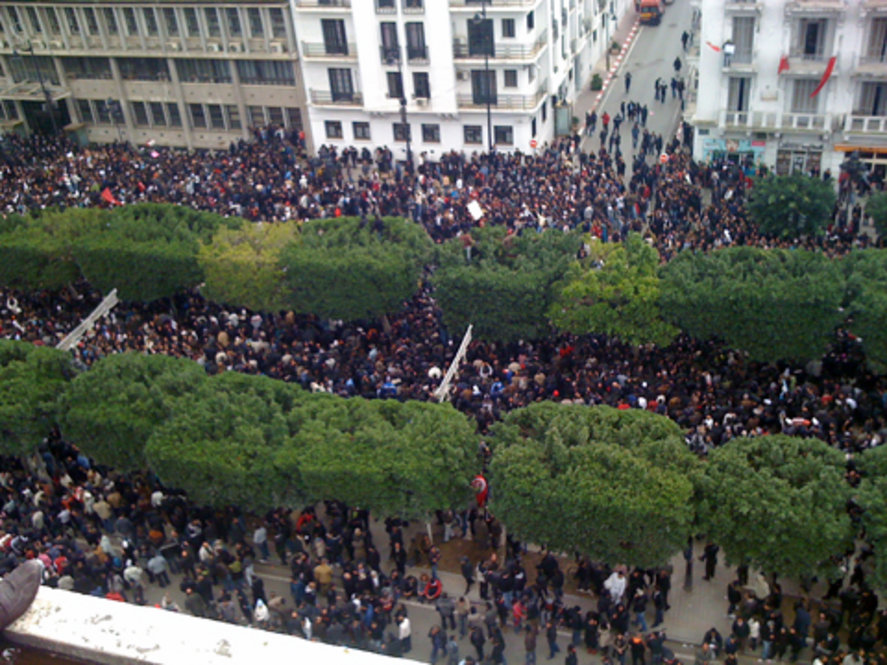
Manifestations à Tunis le 14 janvier 2011.

Le printemps arabe est une série de mouvements populaires dans tout le monde arabe. La révolution syrienne prend part dans cette série d'événements.
Les manifestations commencent le 17 décembre 2010 en Tunisie, quand Mohamed Bouazizi s'immole publiquement à Sidi Bouzid, devant le siège du gouvernorat de Sidi Bouzid, pour protester contre la saisie de ses biens par la police tunisienne. Ce suicide public déclenche des soulèvements dans toute cette région, principalement pauvre et agricole. Cette vague de colère se propage dans toute la Tunisie, région par région, jusqu'à la capitale, Tunis. Le président Zine el-Abidine Ben Ali, au pouvoir depuis 23 ans lance une répression sanglante

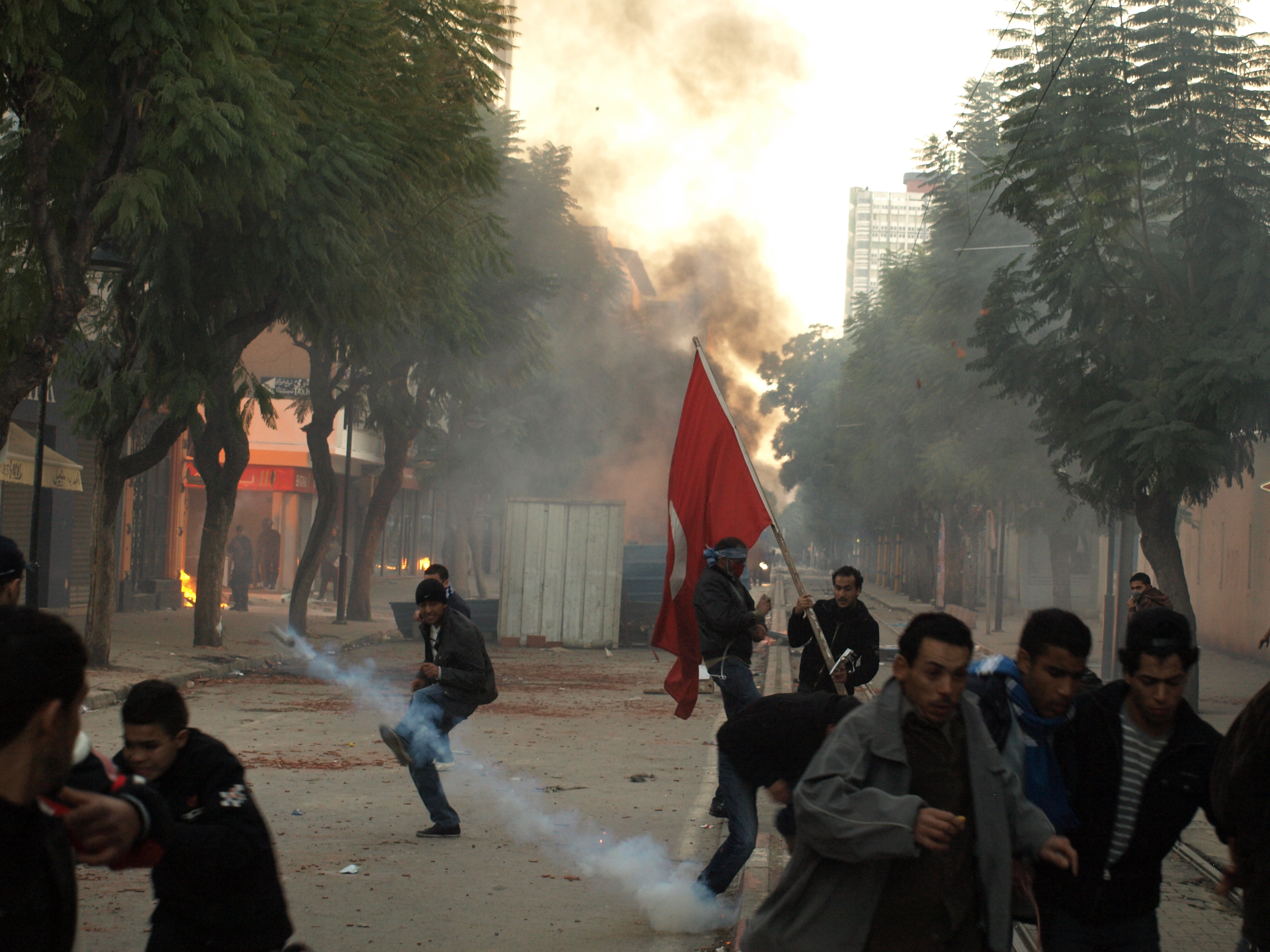
Tir tendu de grenade lacrymogène, Tunis le 14 janvier 2011.

Le peuple tunisien répond à cette répression par de nombreuses manifestations dans tout le pays durant lesquels des affrontements meurtriers ont lieu entre manifestants et policiers. À la suite de ce soulèvement le président Ben Ali promet du changement et notamment la liberté d'expression, un libre accès à Internet et de ne pas se représenter en 2014. Mais, malgré ces promesses, le peuple tunisien réclame toujours le départ du président, qui est obligé de fuir vers l'Arabie saoudite le 14 janvier 2011. Un mandat d'arrêt international est déposé contre Ben Ali et sa femme le 24 janvier 2011.
Ce mouvement de contestation s'étend à tout le monde arabe, déclenchant des manifestations, et des mouvements de grande ampleur ont lieu dans des pays comme le Bahreïn, le Koweït ou le Maroc, et des révolutions ou des guerres civiles, notamment en Égypte, en Libye et en Syrie

### Guerre civile syrienne
Les hostilités à Homs commencent au début de la révolution syrienne. Cette révolution débute difficilement par des appels à manifester non-suivis sur Facebook. Le 17 février 2011, un commerçant est agressé par des policiers ce qui entraîne le soulèvement de tout un quartier de Damas. Le 7 mars 2011, 13 prisonniers politiques entament une grève de la faim en signe de protestation.
Le 13 mars 2011, un nouvel appel est lancé sur Facebook appelant tous les Syriens à manifester à partir du 15 mars. À partir de ce jour, des manifestations quotidiennes ont lieu à Deraa. Des bâtiments symboliques du pouvoir (tribunaux, siège du Parti Baas…) sont incendiés.
Des manifestations similaires ont lieu dans tout le pays, durant lesquels des intellectuels et des manifestants pacifiques sont battus violemment. Les policiers tirent à balles réelles sur les manifestants de Deraa. Dans le reste du pays, la répression des manifestations fait des centaines de morts et des milliers de blessés.
Deux semaines plus tard, malgré la répression du gouvernement, le mouvement s'étend à toute la Syrie. Les hostilités éclatent dans les villes de Hama (500 000 habitants) et de Lattaquié (700 000 habitants). Entre le 8 mars et le 1er avril 2011, la Fédération internationale des droits de l'homme recense 123 personnes tuées en Syrie et 26 morts de plus le 8 avril dans la ville de Deraa.
Des manifestations ont lieu à Alep, Homs et Damas, du 13 au 22 avril. Cinq cents personnes sont rassemblées à Alep, 10 000 à Lattaquié et 20 000 font un sit-in à Homs.
Cette situation de crise entraîne un changement de gouvernement et des démissions en chaîne,, ainsi que l'état d'urgence.
C'est dans cette période de trouble qu'est créé le « comité de coordination pour le changement démocratique en Syrie, »

## Déroulement

### Manifestations d'avril-juillet 2011
Le 8 avril, la première manifestation importante a lieu à Homs.
Le 18 avril, les manifestants organisent un sit-in sur la place Sa'a, (la place de l'Horloge) en hommage aux 17 manifestants tués la veille. Peu après 2 heures du matin, les forces de sécurité syriennes et les unités de Maher el-Assad ouvrent le feu. Cet évènement est surnommé le « massacre de l'horloge »,,,.
Le 6 mai, après le succès de l'opération menée à Deraa face aux protestations, l'armée syrienne affronte les manifestants après la prière du vendredi à Homs. Durant cette journée, 16 manifestants sont tués selon l'opposition alors que le gouvernement déclare que 11 soldats et policiers ont été tués, dont cinq dans un poste de contrôle après avoir été attaqués par des hommes armés inconnus,.
Le 8 mai, à la suite des affrontements meurtriers du 6 mai, des chars de l'armée arabe syrienne sont entrés dans plusieurs quartiers de Homs et ont commencé une chasse à l'homme contre tous les militants et les partisans de l'opposition connus. Pendant la nuit, avant le début de l'opération, l'armée coupe l'électricité de la ville. Lors de l'assaut, l'armée est entrée dans les districts de Bab Baba et de Sebaa Amr. Durant la même journée, des hommes armés non identifiés ont attaqué un bus, transportant des travailleurs qui rentraient du travail du Liban à Homs, tuant 10 personnes et en blessant trois.
Le 10 mai, un contrôle total est établi par l'armée dans la ville. Cependant, le lendemain matin, des coups de feu sont entendus dans le quartier de Bab Amr de Homs et de quelques villages voisins. Cinq à neuf personnes auraient été tuées dans les affrontements,.
Le 12 mai, il est signalé que les forces de sécurité ont arrêté un ancien militant des droits humains, Naji Tayara. Une source non identifiée, citée sur le site Syria Comment, a déclaré que la grande majorité de Homs a été contre les manifestations et que l'agitation était dirigée par deux ou trois tribus. Cela a été partiellement confirmé par le fait que les villages bédouins de la région ont également été ciblés par l'opération militaire.
Le 20 mai, après une manifestation, 11 manifestants ont été tués par des tirs des forces de sécurité. Une semaine plus tard, le 27 mai, une nouvelle manifestation a été réprimée par l'armée dans des affrontements qui ont fait 3 morts. Le 30 mai, 7 manifestants et un soldat ont été tués dans des affrontements à Homs.
Le 17 juillet 2011, les forces armées lancent une opération dans la ville tuant 30 personnes.

### Premières opérations militaires contre les rebelles armés
Durant les mois de septembre et d'octobre 2011, des accrochages sont signalés dans le nord de la ville et dans la localité voisine de Dayr Alba. Des combats sporadiques étaient signalés à Bab Al-Sebaa, Baba Amr et d'autres endroits.
Dans la nuit du 28 octobre, de violents combats éclatent à Bab Al-Sebaa. Le jour suivant, les combats se propagent à Baba Amr et al-Qusur. Les combats de rue à Bab Al-Sebaa font 17 morts parmi les militaires, 20 militaires sont tués à Baba Amr et 53 blessés.
Le 3 novembre, des chars tirent sur le quartier de Baba Amr ou des soldats ont été tués quelques jours auparavant. Plus de 100 personnes, y compris des civils ont été tués. Plusieurs chars auraient été détruits à Homs,,.
Le 8 novembre, l'armée syrienne est entrée dans Baba Amr et en a repris le contrôle.
Le 11 novembre, 11 soldats déserteurs sont tués et 4 ont été blessés dans des heurts dans la partie occidentale de la ville, des raids contre des fermes sont aussi menés à l'ouest de la ville, 15 personnes mourront,.

### L'escalade des combats et la progression des rebelles
Le 25 novembre 2011, 6 pilotes, un officier technique et trois autres personnes sont tués dans une embuscade. En réponse, le gouvernement syrien annonce vouloir « couper les mauvaises mains des attaquants ». L'armée syrienne libre revendique cette attaque contre une base aérienne.
Début décembre, un correspondant de Sky News, Stuart Ramsay, est entré à Homs grâce à l'ASL, il rapporte qu'il s'y déroule quotidiennement de violents combats malgré les points de contrôle de l'armée. De plus, l'ASL contrôle certains points de la ville, ils disent aussi assurer la protection des civils. Une vidéo est postée, elle permet de confirmer le contrôle de Baba Amr par les rebelles. Selon ce journaliste, la ville serait devenue une véritable zone de guerre et a glissé dans la guerre civile.
Le 4 décembre, un violent accrochage a lieu entre un groupe insurgé et une patrouille de l'armée, 5 insurgés ont été tués et 1 blessé. Aux alentours du 5 décembre, 61 personnes sont déclarées mortes, 34 sunnites et 27 alaouites, l'OSDH dit qu'un activiste sur le terrain a vu les corps de 34 personnes sur une place d'Al-Zahra qui avaient été enlevés lundi par la milice chabbiha selon l'AFP. Ces personnes auraient été arrêtées à Baba Amr. L'OSDH rapporte que les chabbiha ont aussi détourné un bus, enlevant le conducteur et les 13 passagers,. Les deux camps se sont accusés des meurtres, ces meurtres montrent le début de violences ethniques dans cette bataille.

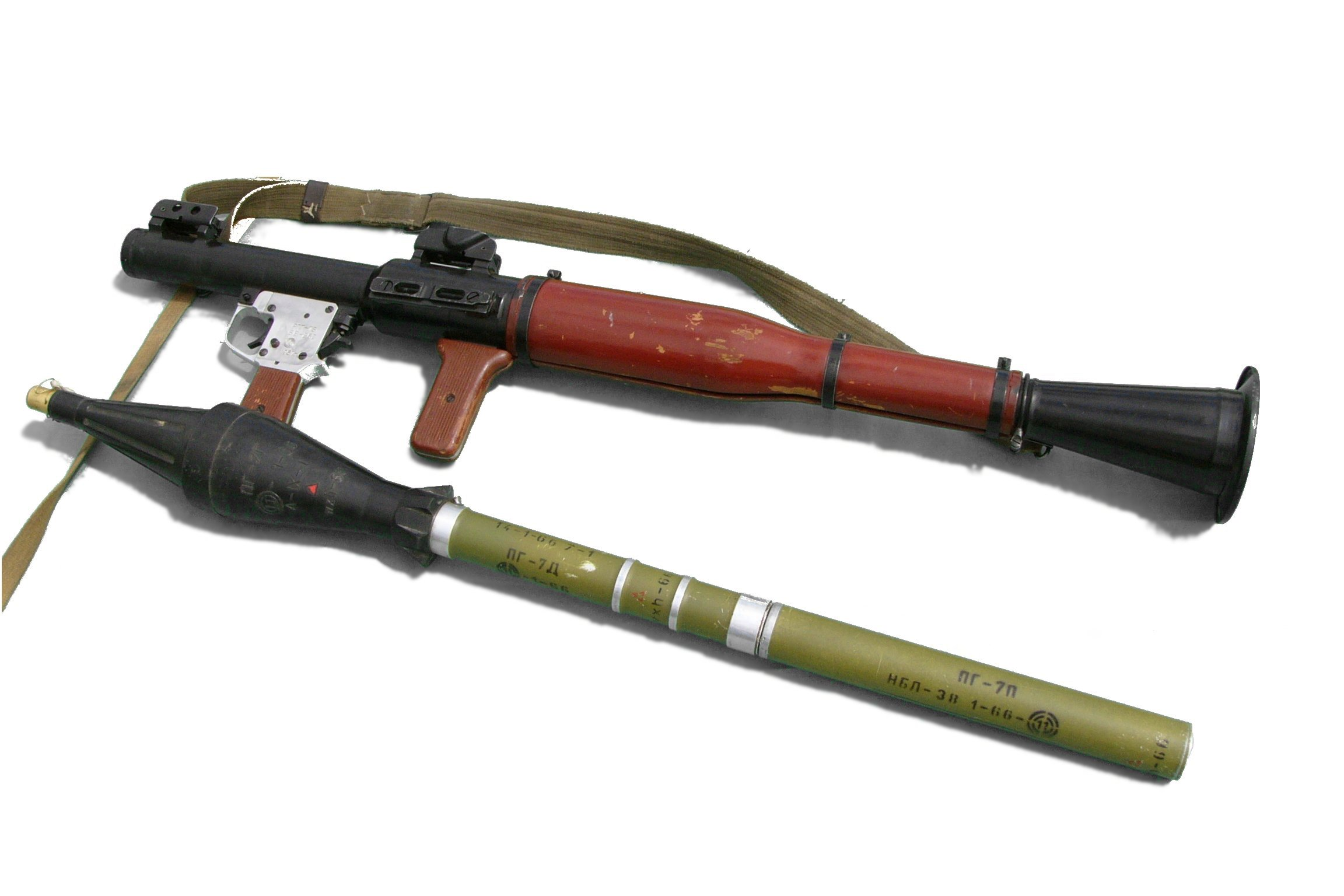
Le RPG-7, l'arme la plus utilisé dans la bataille avec l'AK-47.

Le 8 décembre, un pipeline transportant du pétrole de l'est du pays vers Homs est saboté, un char de l'armée est, quant à lui, détruit dans la ville. Le lendemain, des craintes se font entendre sur la possibilité imminente d'un massacre à Homs, des renforts sont arrivés aux abords de la ville, accompagnés par 500 chars.
Le 16 décembre, 200 000 manifestants se réunissent à Homs, c'est la plus importante manifestation de l'opposition à Homs.
Le 18 décembre, de violents combats éclatent à Al-Qusair, six soldats dont un officier sont tués, selon l'OSDH, trois véhicules blindés ont été détruits.
À la mi-décembre, Der Spiegel dont un journaliste est entré clandestinement à Homs déclare que Baba Amr est totalement sous contrôle insurgé et que des points de contrôle insurgés sont dressés aux abords du quartier.
Le 24 décembre, plusieurs milliers de soldats arrivent en renfort à Homs, 4000 encercleront le quartier de Baba Amr creusant des tranchées, l'armée lancera dans la nuit des bombardements sur le quartier rebelle. L'armée continuera de bombarder jusqu'au 26 décembre. 33 ou 34 personnes seront tuées le troisième jour du bombardement.

### Combats du mois de janvier
Le 4 janvier 2012, Basil al-Sayed, qui filmait régulièrement les agissements des forces de sécurité à Baba Amr est décédé à l’hôpital des suites de blessures reçues le 27 décembre 2011, il aurait été tué par les forces de sécurité, il publiait ses vidéos sur les sites de reporter-citoyen. Le comité pour la protection des journalistes a dit qu'il examinait les circonstances de sa mort.
Le 11 janvier 2012, le journaliste français Gilles Jacquier qui avait couvert les guerres d'Irak, d'Afghanistan, du Kosovo, d'Algérie est tué. Il est le premier journaliste occidental à perdre la vie durant ce conflit, les forces de sécurité sont accusées pour son décès, mais après une enquête, ce serait une bavure des rebelles.
Le 23 janvier 2012, un officier de l'armée régulière syrienne déclare aux journaliste que les insurgés contrôlent 20 % de la superficie de la ville et que les pertes de l'armée s’élèvent à 4 à 5 morts par jour. Les insurgés corroborent l'analyse de l'officier ainsi que des civils présents sur place.
Le 24 janvier 2012, le reporter de LCC déclare que les forces de sécurité ont tué 18 personnes dans le bombardement de deux immeubles dans le quartier de Bab Tadmor.
Le 27 janvier 2012, une attaque brutale a lieu contre des musulmans sunnites de Homs provoquant la mort de 30 d'entre eux tandis que les insurgés tuent 15 soldats loyalistes alors que l'armée reprend le quartier de Al-Adawiya aux rebelles. Le journal pro-gouvernemental Al-watan annonce la mort de 37 combattants rebelles. Une vidéo postée sur Internet montre un BMP-1 de l'armée capturé par les rebelles.
Le 1er février, les insurgés lancent une attaque contre le quartier de Bab Drib où se trouvait une base de l'armée, un reporter de France24 observe lors de cet assaut au moins 4 véhicules rebelles, un reportage de France24 montrera les insurgés entrer dans la base de l'armée. 4 soldats loyalistes furent tués dans cette attaque.

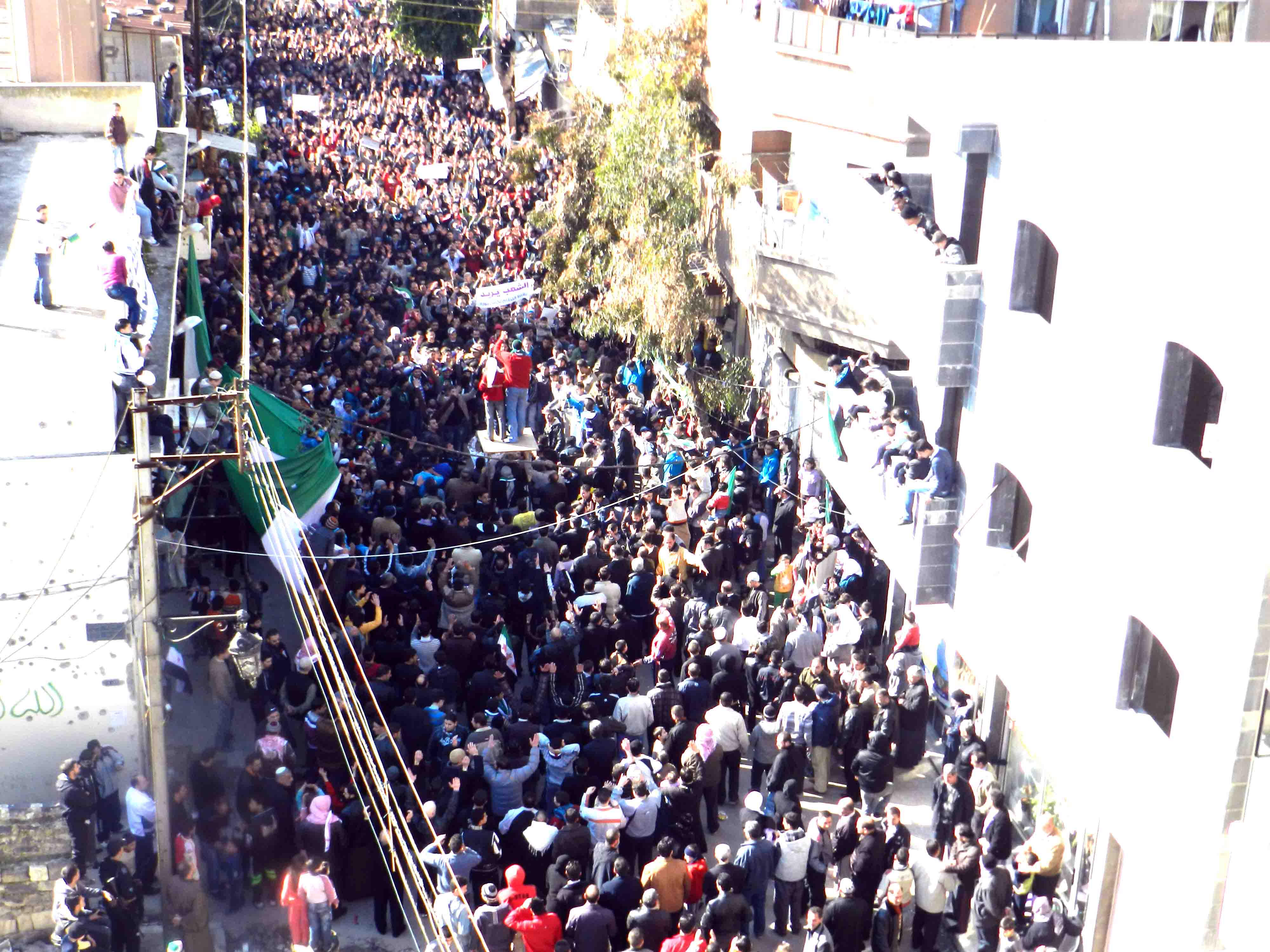
Manifestations dans le quartier de Bab Dreeb à Homs, le 3 février 2012.

Le jour suivant, un autre point de contrôle militaire est tombé aux mains des rebelles.

### Première offensive de l'armée syrienne

#### Forces en présences avant l'offensive

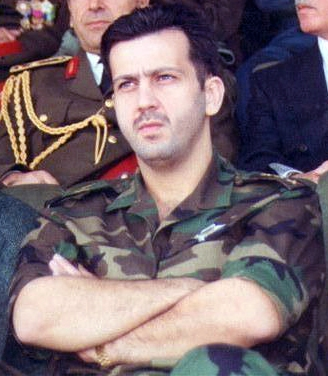
Maher el-Assad, frère de Bachar el-Assad et commandant de la 4e division ainsi que de la garde républicaine, il est l'un des hommes les plus importants de Syrie. Sa division est considérée comme la principale force de répression envers la rébellion.

L'offensive de l'armée arabe syrienne est menée par les généraux Maher el-Assad, Hamoudeh, Afif et Maaruf qui ont sous leurs ordres 7 000 soldats de la 4e division et des forces spéciales.
La 4e division blindée considérée comme l'une des meilleures unités du pays a déjà participé à plusieurs opérations déjà dont ceux de Deraa et de Baniyas. Composée de 25 000 soldats avant l'insurrection, c'est avec la garde républicaine et les forces spéciales l'une des unités d'élite du pays. Elle est commandée de facto par le frère du président, Maher el-Assad depuis le début de la révolte.
Les forces spéciales sont, quant à elles, composées de plusieurs régiments bien que certains soient indépendants. Le 45e régiment des forces spéciales commandé par le major général Ghassan Afif, participera à l'offensive de l'armée syrienne. Le général Fouad Hamoudeh commande quant à lui toutes les unités des forces spéciales.
Les troupes insurgées sont commandées par le lieutenant déserteur Abdul-Razak Tlass et le colonel déserteur Ahmed Jumrek qui périra lors de cette offensive. Ils commandent à eux, donc, 1000 insurgés appartenant à la brigade Al Faroukh qui compte 1 000 combattants, la brigade Khalid ibn Walid participera, côté rebelles, à cette offensive.

#### L'attaque

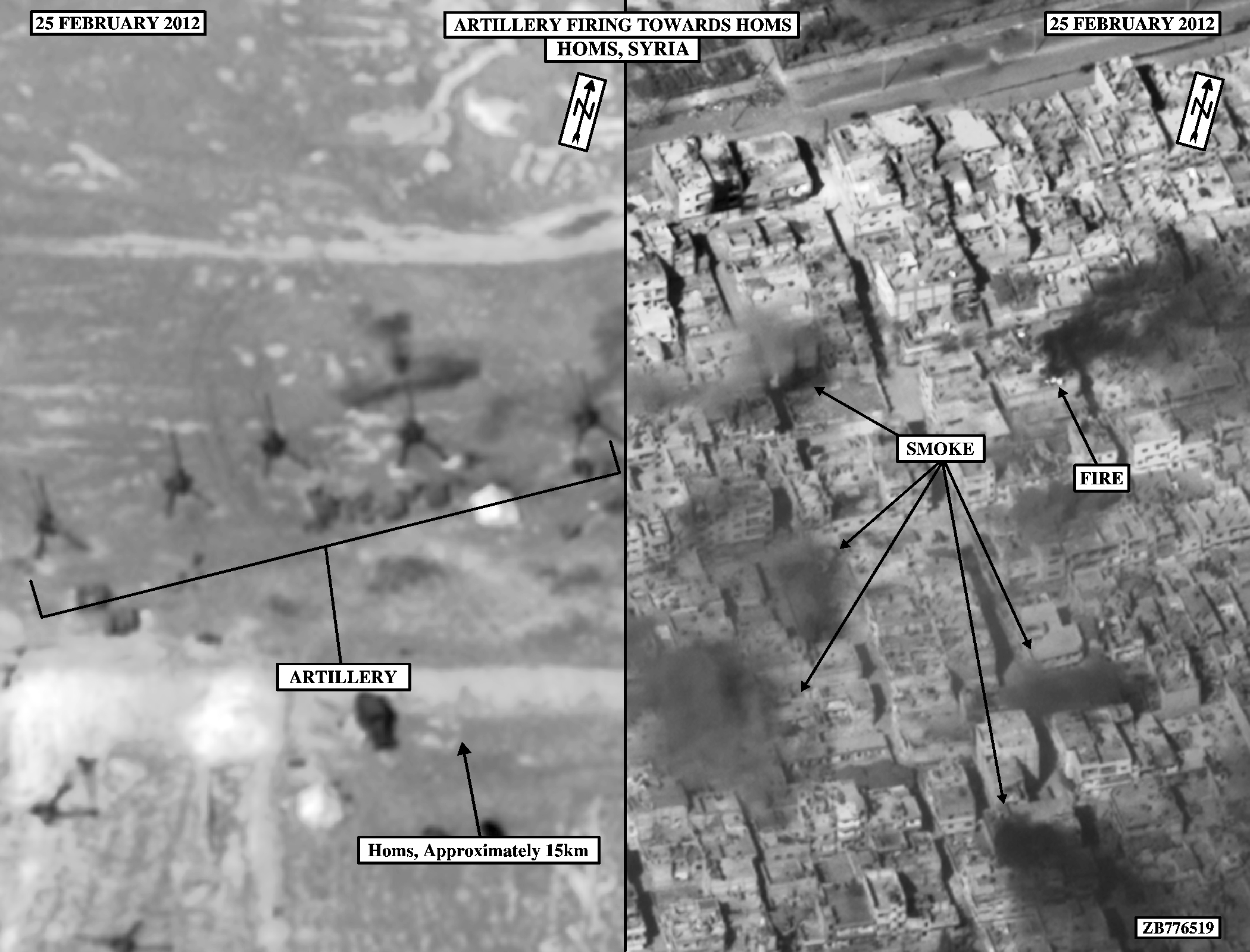
Tirs d'artillerie de l'armée syrienne sur plusieurs bâtiments de la ville de Homs, le 25 février.

Dans la nuit du 3 février 2012, l'armée syrienne libre tue 10 soldats de l'armée et en capture 19 autres.
Le 4 février 2012, quelque 260 civils auraient été tués lors de bombardements contre le quartier de Khaldiyeh dans la nuit, selon l'Observatoire syrien des droits de l'Homme. Selon le chef de la diplomatie française Alain Juppé, les autorités syriennes ont « franchi un pas supplémentaire dans la sauvagerie » à la suite de ce massacre. Toutefois, l'armée n'était pas entrée dans ce quartier.
Le Conseil national syrien annonce la mort de 416 civils habitants de la ville et la destruction de 36 maisons. Un reporter a déclaré lui que 337 civils ont été tués et 1 600 blessés durant le bombardement.
L'armée syrienne libre a annoncé vouloir résister dans la ville et a attaqué une base aérienne. De nombreuses vidéos montrent des destructions ainsi que des cadavres. Le bilan matériel du bombardement est la destruction de 30 immeubles et de l’hôpital du quartier.
Durant le bombardement et les affrontements, 14 soldats et 5 insurgés ont été tués.
Le 5 février, la chaîne LCC annonçait que 181 personnes avaient été tuées à Homs. Le lendemain, des bombardements étaient en cours dans le quartier de Bab Amro. Les activistes ont annoncé la mort de 12 personnes dans ce bombardement. D'autres activistes annoncent la mort de 50 personnes. Les témoins déclaraient que 150 véhicules blindés étaient aux abords du quartier. Le 8 février les insurgés annonçaient la mort de 48 personnes de plus, ils ont annoncé que les chars de l'armée étaient entrés à Inshaat. Dans le quartier de Bayyada, une bombe placée sous un véhicule a explosé tuant des civils et des hommes des forces de sécurité.
Le 9 février, les activistes annoncent la mort de 93 personnes dans les bombardements tandis que d'autres activistes annoncent la mort de 53 personnes.
Le 10 février, un porte-parole rebelle a annoncé la mort d'un colonel insurgé ainsi que la mort de 4 autres combattants rebelles. Les activistes ont annoncé que les chars de l'armée stationnaient dans le quartier Inshaat et tiraient sur Bab Amro depuis un pont. Le 11 février, les activistes annoncent que les chars de l'armée font mouvement de Inshaat vers Bab Amro.
Le journaliste anglais Paul Wood annonce que les rebelles ont exécuté 11 personnes sous le prétexte qu'elles faisaient partie de la milice loyaliste Shabiha capturée en décembre lors d'une attaque contre une patrouille de l'armée où 8 autres soldats avaient été tués. Le 14 février, un commandant rebelle a annoncé aux journalistes que les rebelles avaient repoussé un assaut terrestre de l'armée contre Bab Amro en détruisant 4 chars.
Le 22 février, le journaliste américain Marie Colvin et le photographe français Rémi Ochlik sont tués par un tir de roquette. La veille, Marie Colvin avait parlé en direct sur CNN en dénonçant des bombardements aveugles contre des civils. Le reporter Paul Conroy et la journaliste française Edith Bouvier ont eux été blessés durant le bombardement.
7 activistes ont été retrouvés exécutés par les forces syriennes car ils avaient collaboré avec le groupe d'action Avaaz, le groupe avait emmené de l'aide médicale à Homs, deux autres, dont un étranger, sont portés disparus, les corps ont été retrouvés à l'entrée de Baba Amr, la milice Shabiha a été accusée de ces meurtres.
Le 27 février 2012, l'OSDH annonce que 68 corps ont été retrouvés dans les villages de Ram al-Enz et Ghajariyeh, les corps ont été emmenés à l’hôpital central de Homs, certains portaient des traces d'attaque à l'arme blanche. Ils auraient été tués par des milices pro-gouvernementales. Cependant, d'autres activistes ont apporté une autre version d'après eux, toutes les victimes seraient des alaouites, des membres de la religion de Bachar el-Assad et les corps ont été retrouvés dans une zone pro-gouvernementale. Un journaliste blessé fut évacué clandestinement vers le Liban voisin par les rebelles syriens et par des volontaires mais l'opération coûta la vie à de nombreux rebelles et à 13 volontaires du groupe d'Avaaz. L'opération couta la vie à 23 personnes.

#### Prise de Baba Amr
Le 28 février 2012, les renforts d'une unité des forces spéciales commandées par Maher el-Assad prennent position dans la ville, ils arrivent à détruire un tunnel permettant aux rebelles de sortir du quartier. Dans la matinée du 29 février, les activistes annoncent que l'armée a lancé un assaut terrestre contre le quartier rebelle de Bab Amr. Un officiel syrien parlant sous anonymat a confirmé le lancement de l'opération du quartier où l'armée "nettoyait" le quartier qui serait d'après lui repris en quelques heures, cependant des rapports ont été publiés en fin d'après-midi, selon le correspondant du Guardian Martin Chulov, l'attaque n'aurait pas commencé, son collègue Peter Beaumont et Omar Shakir qui est un citoyen reporter ont tweeté que l'armée n'était pas encore entrée dans le quartier.
De violents bombardements étaient toujours en cours contre le quartier. Malgré ses déclarations concernant leur lutte à mort, certains commandants de la Brigade Al-Farouk se sont enfuis du quartier.
Dans la matinée du 1er mars, la situation était confuse en raison d'un manque d'informations provenant du quartier, deux groupes d'opposition ont déclaré que l'armée syrienne n'était pas entrée dans le quartier mais un autre groupe d'opposition a déclaré que l'armée occupait une partie du quartier. Le conseil révolutionnaire de Homs déclare lui qu'il n'avait aucune information en provenance de Bab Amr. Plus tard dans la journée et selon un officiel syrien, l'armée avait repris le contrôle total du quartier, les commandants rebelles ont annoncé s'être retirés du quartier tandis que quelques combattants insurgés restaient dans le quartier pour couvrir la retraite. Durant la retraite, 17 rebelles sont capturés et exécutes par l'armée. Plus tard, un commandant rebelle annoncera que 114 des 250 combattants défendant le quartier ont péri dans le combat.
La conquête du quartier provoque de nombreuses réactions d'officiels et d'analystes. Un analyste proche du gouvernement syrien, Taleb Ibrahim, a déclaré que c'était le début de la victoire, pour lui, l'armée avait cassé la colonne vertébrale de l'opposition. Riad al-Asaad, le commandant de l'Armée syrienne libre, déclare lui que le combat continue pour arriver à la chute du gouvernement. Un officiel libanais a déclaré que l'armée syrienne voulait à tout prix reprendre Homs et que cela laissait l'opposition sans bastion. Ayham Kamel, un analyste du Moyen-Orient déclare que l'armée a utilisé Bab Amr pour envoyer un message aux insurgés : l'armée est toujours la force dominante sur le champ de bataille, il note aussi que Bab Amr était une base importante de l'opposition.
Le 1er mars, les groupes d'opposition arrivent à faire sortir clandestinement Edith Bouvier et William Daniels, deux journalistes occidentaux, piégés dans les combats de Homs vers le Liban voisin, l'opération coûtera la vie à 6 combattants insurgés. Des civils fuyant de Homs ont déclaré à la BBC que des atrocités étaient en cours à Homs, 36 corps ont été retrouvés dans le quartier, ils auraient été égorgés tandis que des hommes d'une division blindée ont déserté et ont déclaré l'avoir fait à la suite d'ordres demandant de tuer tout ce qui se trouvait dans le quartier, ils disent avoir vu leur commandant tuer un vieil homme.
Le 5 mars, Channel 4 a montré dans un reportage de militaires syriens dans un hôpital militaire des faits de torture contre des prisonniers, électrocutions, jambes cassées, coups avec des fouets et de la gangrène non traitée.
Les habitants se sont montrés énervés contre les combattants insurgés les accusant de lâcheté mais aussi de les avoir abandonnés. D'après eux, ils auraient dû se retirer dès le début et non après un mois de siège.
Le journal syrien Al-Watan a annoncé que des corps ont été retrouvés, certains d'étrangers dont un qui était soupçonné de diriger un groupe d'opposition. Un commandant rebelle a annoncé que 5 Libyens présents dans les rangs de l'insurrection avaient été tués dans les combats.

#### Massacre de Karm al-Zeitoun
Le 9 mars 2012, 30 chars de l'armée sont entrés dans le quartier de Karm al-Zeitoun, des rapports indiqueront que 47 personnes seront tuées dans le quartier, 26 enfants et 21 femmes, selon les opposants, certains auraient été égorgés, les opposants accuseront les milices chabbiha du massacre, le conseil national syrien appellera ensuite à une réunion urgente du conseil de sécurité des Nations unies pour discuter du massacre qui a eu lieu le 11 mars. Hadi Abdallah, un activiste de l'opposition dit que « certains des enfants avaient été frappés à la tête avec des objets émoussés » et que « certaines femmes avaient été violées avant d'être tuées ». Le gouvernement syrien a reconnu l’existence du massacre mais il l'attribue à des « gangs armés » qui auraient ensuite été éradiqués par l'armée.
Le 13 mars, les activistes ont posté une vidéo montrant le bombardement de Karm al-Zeitoun.

#### Mars 2012: bombardements et combats
Le 20 mars, 14 insurgés ont été tués lors du bombardement de leur position sur un rond-point, le bombardement s'est ensuite élargi aux quartiers rebelles de Khalidiya, Qussor et Bayada au nord de Homs, l'armée arabe syrienne annonce être entrée dans Khalidiya, les groupes d'opposition annoncent, eux, que 40 personnes ont été tuées lors du second jour de bombardement, dont 25 à Khalidiya.
Le 24 mars, à la suite d'un puissant bombardement, les insurgés ont quitté le quartier de Bab Sbaa, des civils tentaient aussi de sortir du quartier, mais le quartier sera bombardé jusqu'au 26 mars, cependant un activiste de l'opposition a déclaré que le nombre de rebelles dans le quartier était petit et qu'ils n'auraient pas pu tenir leurs positions. Un autre activiste confirmera plus tard la chute du quartier.
Le 2 avril, environ 40 membres de l'armée syrienne libre prennent le contrôle d'un hôpital dans le quartier de Al-Shayah Juret, 78 corps seront trouvés « empilés » à la morgue.
Les bombardements reprennent sur Khalidiya le 8 avril, les activistes décrivent « une pluie » d'obus, des dizaines de corps seront entassés dans des lieux publics et, selon des activistes, ils seront enterrés dans des jardins publics.

### Durant le cessez-le-feu des Nations unies
Le 14 avril 2012, une trêve est mise en place via le plan de Kofi Annan mais elle est violée le jour même à la suite de bombardements dénoncés par l'opposition dans les quartiers de Juret al-Shayah et al-Qarabis.
Le 15 avril 2012, l'armée bombarde les abords de l’académie militaire d'Al-Waer. Selon Sana, l'ASL a tué 12 alaouites dans le quartier pro-gouvernemental d'Al-Zahra.
Le 16 avril, le quartier d'Al-Khalidiya est bombardé par trois côtés tandis que le gouvernement prenait le contrôle de la moitié d'Al-Bayada mais l'armée était repoussée à Juret Al-Shayah et Al-Qarabis.
Le 20 avril, un commandant insurgé déclare que 2 000 combattants de la brigade Al-farouk sont morts à Homs depuis août 2011 tandis que les survivants insurgés de Baba Amr se sont repliés à Qousseir.
Le correspondant de Sky News, Tim Marshall se trouvait dans le quartier rebelle d'Al-Khalidiya, d'après lui, les insurgés contrôlaient encore de larges parties de Homs, des centaines de civils étaient toujours présents dans le quartier. L'hôpital national de Homs dans le quartier de Al-Shayah Juret capturé par les insurgés la semaine précédente fut endommagé dans un bombardement.
Le 1er mai et selon Tim Marshall, des snipers auraient pris position dans la ville. Ils seraient présents dans de nombreuses rues de la ville. Le commandant insurgé, Abdul Razzack Tlas, a indiqué que la présence des snipers était une preuve de la violation du cessez-le-feu, l'ONU déclare de son côté que ni l'armée, ni les insurgés ne respectaient le cessez-le-feu.
Fin avril, les observateurs de l'ONU noteront une rare accalmie des combats dans la ville.
Début mai, les opérations offensives de l'armée avaient cessé mais des bombardements étaient toujours en cours ainsi que des combats de rues sporadiques, le gouvernement contrôle la plupart des zones de la ville, l'opposition contrôle elle 15 à 20 % de la ville, une zone semblable est contestée.
En mai, les insurgés prennent position dans l'église arménienne du quartier Hamida qui y installent un hôpital de campagne.
Le 24 mai, un rapport des observateurs de l'ONU annonce que l'armée a violé les droits de l'homme en observant que "Des forces de sécurité ont continué à utiliser une force létale contre des manifestations anti-gouvernementale à Idlib, Homs, Alep, Hama, Damas" tandis que les insurgés sont accusés de torture et d’exécutions contre des soldats loyalistes capturés.
Le 26 mai, le conseil de sécurité de l'ONU condamne à l'unanimité le massacre commis à Houla.
Le 29 mai, le reporter-citoyen Bassel Shahade qui filmait la bataille de Homs explique dans une vidéo comment l'armée a assiégé la ville.
Le 30 mai, une vidéo diffusée par l'opposition montre la reprise des bombardements contre les quartiers rebelles.
Le 6 juin, un reportage CNN montre la rue Al-Qahira st qui est une ligne de front entre le quartier rebelle d'Al-Kalidiya et le quartier d'Al-Bayada tenu par l'armée, les insurgés sont présentés comme étant des civils ayant pris les armes et des déserteurs de l'armée, on peut voir dans le reportage que les murs entre les maisons sont détruits par les insurgés pour passer de maison en maison et ainsi ne pas se montrer à découvert dans les rues.

### Seconde offensive militaire
Le 8 juin 2012, le bombardement sur le quartier d'Al-Kalidiyah a repris, les opposants déclarent que 10 obus tombent par minute sur le quartier. Après le bombardement, l'armée tenta d'entrer dans le quartier.
Le 9 juin, l'armée prend d'assaut le village d'Al-Ghouta tenu par les insurgés, le bombardement aurait fait 25 morts dont le maire du quartier rebelle d'Al-Kalidiyah.
Dans la matinée du 10 juin, les insurgés prennent d'assaut une base de l'armée de l'air syrienne dans le nord de la ville, les insurgés prennent des fusils d'assaut ainsi que des grenades ainsi que des missiles, ils menacent de bombarder le palais présidentiel de Damas avec; cependant, l'armée bombardera la base prise par les insurgés et parviendra à la reconquérir. Les insurgés ont toutefois réussi à prendre des missiles SA-2 tandis que les insurgés dénoncent un bombardement plus violent sur Homs.
Le 12 juin, les habitants d'Al-Khalidiyah annoncent à Al Jazeera que l'eau et l'électricité étaient coupées depuis trois jours, d'autres quartiers étaient aussi bombardés. Des vidéos sont publiées sur internet montrant deux chars de l'armée brûler dans le quartier de Baba Amr repris par l'armée en mars l'ASL ayant décidé de lancer des attaques pour desserrer l'étau autour d'Al-Kalidiyah.
Le 15 juin, des combats éclatent à Baba Amr, la brigade ASL de Baba Amr déclare avoir pris le contrôle d'un point de contrôle menant à la ville, l'ASL annonce avoir tenté de reprendre Baba Amr mais avoir été repoussée par l'armée avec des hélicoptères.
Le 17 juin et à la suite de combats près de Baba Amr, les rebelles annoncent détenir une large zone du quartier mais cette information ne peut pas être vérifiée indépendamment, le même jour, un opposant annonce que l'armée intensifie ses bombardements sur les quartiers rebelles, il annonce que l'armée a repris tous les hôpitaux de la ville et que les quartiers sont comme "découpés" pour ne pas être en relation les uns avec les autres, l'armée quadrille la ville, les quartiers tenus par les rebelles, Vieux Homs, Al-Khalidiya, Jourat Al-Shayyah, Qarabis et Al-Bayyada sont bombardés.
Selon l'opposition syrienne, à cette date, plus de 30 000 soldats syriens participent à la bataille, selon les opposants, l'armée se préparait à commettre un massacre avec une attaque sauvage contre la ville.
Le 19 juin, des combats ont lieu aux abords de Baba Amr et un pipeline est détruit près de la ville.
Le 20 juin, les rebelles annoncent lancer une offensive contre Baba Amr tandis qu'ils sont attaqués dans le Vieux Homs.
Le 2 juillet, les quartiers tenus par les rebelles, Joret al-Shayyah, al-Khalidiyah et le Vieux Homs sont de nouveaux bombardés.
Le 3 juillet, l'armée tente d'entrer dans le quartier de Joret al-Shayyah.
Le 9 juillet, les combats continuaient à Al Sultania où 7 soldats furent tués et Joret al-Shayyah, al-Khalidiyah et le Vieux Homs étaient bombardés.
Le 11 juillet, Joret al-Shayyah et Qarabees étaient bombardés.
Un reportage de la chaine de télévision iranienne Press TV montre que Joret al-Shayyah est contrôlé en partie par l'armée et de l'autre par les insurgés, un officier de l'armée affirme que plus de 400 insurgés ont été tués ou blessés lors des récents combats dans ce quartier.

### Poursuite des combats
Le dimanche 12 août 2012, l'armée est entrée dans le quartier rebelle de Chammas (ou al-Chamas, sud de Homs) et les affrontements ont fait une cinquantaine de morts dans les rangs des insurgés, en fin de journée, l'armée syrienne annonçait avoir repris le contrôle de ce quartier. De violents bombardements ont été signalés par l'OSDH dans le quartier de Jouret-Chiah, (ou Juret al-Shayah, nord-ouest de la ville), selon SANA ces bombardements auraient causé la mort d'un grand nombre d'insurgés et la destruction d'un dépôt d'armes et de munitions insurgé. Trois véhicules rebelles équipés de mitrailleuses Douchka ont été détruits à Hamidiyyé (nord) ainsi que deux dépôts d'armes. Le matin, 7 soldats syriens avaient été blessés dans le vieux Homs[réf. souhaitée].
Le 14 août, un insurgé est blessé lors de combats avec l'armée syrienne dans le vieux Homs. Le 15 août, alors que de fortes explosions se font entendre, des affrontements éclatent entre l'armée et les insurgés à Dair Baalba. Le 16 août, à Al-Waar un véhicule équipé d'une mitrailleuse a été détruit, ses trois occupants ont été tués sur le coup tandis que 40 rebelles qui tentaient de s'infiltrer dans Homs depuis la cité d'Al-Rastan ont été tués et leurs armes récupérées. Le 17 août, dans le quartier de Khalidiyyé 5 policiers ont été blessés et le chauffeur d'une ambulance a été tué lors d'affrontements tandis que 31 insurgés ont péri lors d'opérations militaires à Kousseir. Le 18 août, un dépôt d'arme insurgé a été bombardé dans le quartier de Jourat-Chiah provoquant sa destruction et la mort de nombreux insurgés tandis que 4 insurgés étaient tués le vendredi 17 dans le quartier de Hamidiyyé.
Le 19 août, le comité de réconciliation nationale syrien a réussi à obtenir la libération du colonel Al-Ghouta et du pilote Muhsen Habeeb enlevé dans le sud de Damas. Le 20 août, l'artillerie bombarde la ville de Rastan tenue par les insurgés et proche de Homs, le bombardement fera 1 mort et 7 blessés. Le 21 août, l'artillerie bombarde le village de Houla où un massacre avait été commis par les troupes gouvernementales et toujours tenu par les insurgés. Le 22 août, le quartier rebelle d'al-Khaldia fut bombardé et pris d'assaut par l'armée. Le 22 août, un membre de la brigade Al-farouk est tué dans un bombardement contre la ville voisine et rebelle de Talbesieh. Le 24 août, un bombardement de l'armée cause de nombreux blessés dans la ville Al-Qusair. Le 27 août, l'armée syrienne bombarde un QG insurgé dans le quartier de Dair Baalba qui tuera de nombreux insurgés ainsi qu'un commandant, Nizar Saliem. Le 28 août, les insurgés publient une vidéo montrant des destructions dans le quartier Jouret al-Shaiah.

### Appel à l'aide et combats
Le 28 août 2012 alors que les combats font rage dans les derniers quartiers tenus par les insurgés, un groupe appelé « Les officiers libres de Homs » publie une déclaration demandant des renforts immédiatement à Homs et dans ses environs afin de lutter contre l'armée syrienne et briser le siège des quartiers rebelles.
Le 29 août, les gardes-frontières syriens empêchent une infiltration insurgée depuis le Liban en détruisant 4 véhicules armés insurgés près de Talkalakh.
Des opposants affirment que l'armée contrôle maintenant la plus grande partie des environs de Homs et accusent certaines brigades rebelles de collusion avec l'armée.
Le 30 août, les quartiers de Jobar et Al-Sultanieh sont bombardés ainsi que la ville d'Al-rastane faisant 1 mort tandis que 7 snipers insurgés sont tués à Al-Qarabees et que l'armée assiège des hommes armés dans le quartier d'Al-Sayeh. Des combats dans le quartier de Bab hood font 50 morts parmi les insurgés.
Le 1er septembre, de fortes explosions et des bruits de combats se font entendre près de Bab Hood et Al-Sefsafeh, d'autres combats ont lieu dans la campagne de Homs notamment à Al-Qusair, dans un village près de Homs, 12 insurgés dont des libanais sont tués lors d'affrontements.
Le 2 septembre, le « vieux Homs » tenu par les insurgés est bombardé par l'armée tandis que plus de 100 insurgés sont tués lorsqu'ils ont tenté de prendre d'assaut l'hôpital national d'Al-Qusair.

### Troisième offensive de l'armée
Le lundi 8 octobre 2012, l'armée arabe syrienne lance une nouvelle offensive pour reprendre les « derniers quartiers rebelles de Homs », l'offensive vise aussi la ville de Qousseir tenue par les insurgés et distante d'une trentaine de kilomètres de Homs. 3 000 soldats de l'armée régulière participeraient à l'offensive

#### Assaut contre Khaldiyé
Le vendredi 5 octobre 2012, l'armée syrienne avait utilisé pour la première fois son aviation pour bombarder ce quartier tenu par les insurgés, l'assaut contre le quartier commencé le lundi 8 octobre 2012 avec de violents combats.
Le mardi 9 octobre 2012, la télévision syrienne annonce que l'armée est entrée dans ce quartier rebelle, l'OSDH annonce lui que l'armée est entrée dans le quartier mais qu'elle n'a pas encore pris le contrôle du cœur du quartier, l'armée annonçait elle traquer les « terroristes » encore présents dans le quartier.
Une vidéo datée du 10 octobre montre les insurgés utiliser des camions pour ralentir l'avancée des forces gouvernementales, les camions sont situés dans la rue du Caire entre les quartiers Khaldiyé et Al-bayada.

#### Vieille ville
Le mardi 9 octobre 2012, les quartiers de la vieille ville étaient bombardés par l'artillerie, le 10 octobre les quartiers étaient totalement encerclés.

#### Attaque des rebelles sur Baba Amr
Le 14 février 2013, l'armée syrienne prend aux rebelles le quartier de Jobar.
Le 10 mars 2013, les rebelles attaquent le quartier révolutionnaire de Baba Amr qui a été repris par l'armée il y a 1 an, prenant le contrôle de certaines parties du quartier,,,,.

#### Offensive de l'armée arabe syrienne
Après plusieurs victoires, l'armée syrienne reprend la quasi-totalité de la ville de Homs laissant le territoire rebelle à 2 km2 alors que la ville s'entend sur 40 km2. Supérieures en nombre et armement, avec appui aérien, soutenus par des milices du Hezbollah et avec 95 % de la ville contrôlée, les troupes gouvernementales lancent une offensive de plus de 13 jours afin d'écraser la toute dernière résistance rebelle au quartier de Khaldiyé auquel l'armée a déjà repris plus de 30 % du secteur. Le 29 juillet, le régime affirme avoir repris le dernier carré de Khaldiyé, plus grand quartier rebelle de Homs.
En février 2014, à la suite d'un accord entre loyalistes et rebelles négocié par l'ONU, 1 400 civils sont évacués du Vieux Homs. 180 y sont encore présents en avril 2014.
Le 6 avril, au moins 29 rebelles sont tués par l'explosion d'un véhicule piégé.

#### Offensive loyaliste sur la vieille ville
Le 15 avril 2014, l'armée régulière syrienne lance une offensive sur la vieille ville à Homs, où sont encore retranchés environ 1 000 combattants rebelles. Les forces loyaliste progressent dans les quartiers Bab Houd et Wadi Al-Sayeh, mais sont toutefois ralenties par de nombreux immeubles minés. Cependant le 19, cinq soldats loyalistes sont tués par un kamikaze du Front al-Nosra, puis le 20, les rebelles lancent une contre-offensive et s'emparent de plusieurs bâtiments dans le secteur de Jeb al-Jandali à l'est de la Vieille ville.
Le 29 avril, un attentat est effectué avec deux véhicules piégés à Al-Abbassiya, un quartier alaouite de Homs, il fait environ 100 morts selon l'OSDH, dont 80 civils au moins. L'attaque est revendiquée par le Front al-Nosra qui déclare avoir voulu faire le « faire le maximum de morts parmi les Shabiha. [...] C'est pour qu'ils connaissent un peu de l'enfer que nos frères ont connu ».

## Capitulation et évacuation des forces rebelles dans le Vieux Homs

Situation à Homs en avril 2014.

Le 2 mai 2014, après deux mois de pourparlers, les rebelles acceptent un cessez-le-feu avec le gouvernement Assad. Les rebelles sont alors complètement encerclés, sévèrement bombardés, presque sans vivres ni munitions et affaiblis par la désertion de plusieurs combattants et par l'offensive d'avril lancée par les forces loyalistes syriennes soutenues par le Hezbollah. Si l'accord est respecté, les rebelles ne contrôleront plus que la zone de Waer, en périphérie de la ville.
Les pourparlers ont lieu entre les officiers rebelles de Aljabha Alislamya, un groupe armé proche de l'ASL, des responsables du Front islamique et les officiers loyalistes en présence de l'ambassadeur d'Iran. Après deux jours de trêve, un accord est conclu le 4 mai, les rebelles s'engagent à rendre la Vieille ville aux forces gouvernementales, à libérer 70 prisonniers libanais et iraniens détenus à Alep et à laisser passer une aide humanitaire et des vivres dans les localités chiites de Nobbol et Zahra, situées dans la province d'Alep et encerclées depuis deux ans par les forces rebelles. En échange, les loyalistes accordent aux rebelles et à leurs familles la possibilité d'évacuer la ville avec armes et bagages en dégageant un corridor au nord de la ville. Le transport se fera dans une trentaine de bus, avec à bord de chacun, un représentant de l'ONU et un autre de l'ambassade d'Iran, tous deux présents comme garants. Les blessés seront quant à eux évacués par le Croissant-Rouge syrien. Du côté des rebelles, cet évacuation concerne 2 000 à 2 500 personnes, dont des blessés et des civils. Les loyalistes offrent également une amnistie aux rebelles qui souhaitent déposer les armes, celle-ci est acceptée par plusieurs centaines de combattants,,,,,.
L'évacuation commence le 7 mai, avec le départ de trois premiers cars avec 220 combattants vers les villes de Talbiseh et Dar Al-Kabira,. Au total, 24 bus transportant au moins 980 personnes, en majorité des combattants, quittent la ville le 7 mai.
Le nombre des rebelles évacués varie selon les déclarations. Le 5 mai, Talal al-Barazi, gouverneur de Homs, affirme que l'accord concerne 2 500 personnes dont 900 combattants. Le 8, il indique qu'au moins 980 personnes, en grande majorité des rebelles ainsi que quelques civils, ont été évacuées pendant la journée, et que 300 à 400 personnes doivent encore quitter la ville le lendemain. Le 9, il déclare que 2 000 personnes dont 1 800 rebelles ont été évacuées. Les rebelles affirment de leur côté que l'évacuation concerne 2 250 personnes. Quant à l'OSDH, il parle de 1 200 personnes et le 7, il déclare que 900 rebelles ont été évacués.
Le 7, les rebelles libèrent leurs prisonniers, selon eux il s'agit de 40 à 45 otages alaouites, dont 12 enfants et trois femmes qui avaient été capturés en août 2013 près de Lattaquié par l'EIIL, une Iranienne et 29 militaires loyalistes, dont deux officiers,. Le même jour, le convoi d'approvisionnement se rend à Nobbol et Zahra près d'Alep, mais il est contraint de faire demi-tour à cause de l'intervention de combattants du Front al-Nosra. Finalement le 9, l'approvisionnement arrive dans les deux localités chiites,,.
Le 9 mai, l'armée syrienne reprend possession du Vieux Homs. Le 10, d'anciens habitants affluent dans les ruines pour tenter de récupérer des objets personnels mais la zone est devenue totalement inhabitable.
Les rebelles gagnent Dar al-Kabira, mais selon eux 160 personnes ayant abandonné le siège quelques semaines avant l’accord, sont toujours détenues par les autorités loyalistes à Homs.
Selon l'Observatoire syrien des droits de l'homme (OSDH), le siège de la Vieille ville de Homs a fait 2 200 morts en deux ans.

## Capitulation et évacuation des forces rebelles à al-Waer

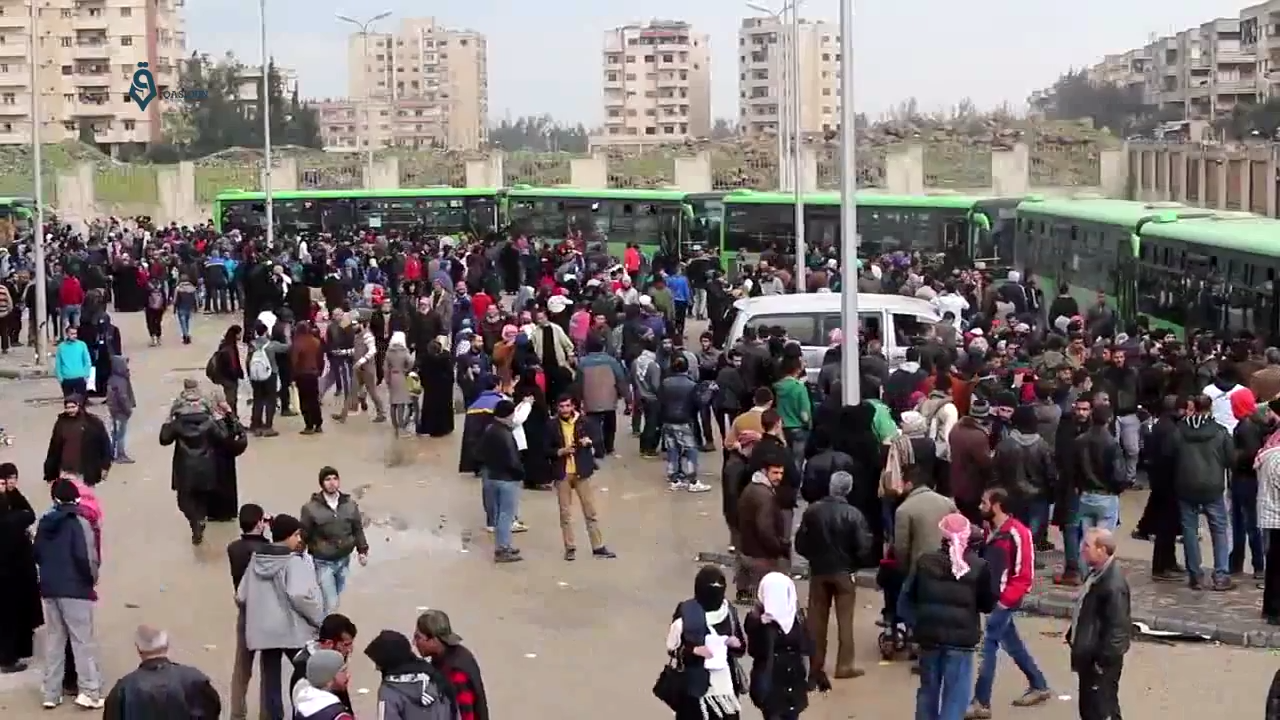
Évacuation de civils et de rebelles de Waer, le 18 mars 2017.

Le 1er décembre 2015, un accord supervisé par les Nations unies est conclu entre le régime syrien et les rebelles de Waer, le dernier quartier de la ville aux mains de l'opposition. Le 9 décembre, 2 000 rebelles et membres de leurs familles commencent l'évacuation de Waer dont le contrôle doit être remis aux forces loyalistes. Les rebelles gagnent de leur côté le gouvernorat d'Idleb,,. Cependant, si plusieurs centaines de rebelles sont rapidement évacués, la mise en œuvre des chapitres ultérieurs de l'accord prennent du retard.
Le 29 août 2016, pour la première fois depuis la conclusion de l'accord, le quartier de Waer est bombardé par le régime. Selon l'OSDH, le quartier est la cible de douze frappes qui font 7 morts, dont une femme et un enfant, et plusieurs dizaines de blessés. L'évacuation des rebelles et des civils reprend finalement le 22 septembre 2016, 123 combattants et 157 membres de leurs familles quittent al-Waer en autocars pour être conduits dans des zones du gouvernorat de Homs tenues par l'opposition,.
Épargné pendant plusieurs mois, le quartier de Waer subit de nouvelles frappes aériennes à partir de février 2017. Selon l'OSDH, les bombardements du régime syrien font au moins 33 morts parmi les civils, dont 18 femmes et 10 enfants, entre le 8 et le 23 février. Après les attentats de Homs du 25 février 2017, les forces loyalistes mènent plusieurs autres raids en représailles.
De plus, les 20 et 21 février, deux convois d'aides humanitaires de l'ONU sont empêchés d'atteindre le quartier d'al-Waer après avoir essuyé des tirs : le premier doit faire demi-tour après avoir été visé par des snipers et le second est intercepté et pillé par des miliciens loyalistes,. Entre 40 000 à 75 000 civils et 2 500 à 3 000 rebelles sont alors toujours retranchés dans le quartier d'al-Waer,,,.
Le 13 mars 2017, un accord est conclu entre les rebelles et le régime afin d'évacuer les derniers combattants présents dans le quartier de Waer,,,. Ceux-ci vont être acheminés vers les zones rebelles du nord de la Syrie : dans le nord de la province d'Alep, à Jarablus, ou dans la province d'Idleb,,.
Le 18 mars 2017, l'ultime phase d'évacuation de Waer s'engage. Elle doit durer plusieurs semaines et concerne 12 000 civils et 2 500 rebelles selon l'OSDH. Le premier jour, entre 60 et 100 soldats russes prennent position aux abords de Waer pour veiller à l'application de l'accord, tandis que 400 à 500 personnes sont évacuées en bus. L'opérations reprend le 27 mars, entre plusieurs centaines et 1 600 personnes sont à nouveau évacuées.
Le 1er avril 2017, la troisième étape du plan d'évacuation a lieu. 1 860 personnes dont 800 combattants quittent Al-Waer pour rejoindre la province d'Idleb.
Le 8 avril 2017, la quatrième étape du plan d'évacuation se déroule,. Environ 400 combattants et leurs proches sont évacués,.
Le 17 avril 2017, une cinquième évacuation se tient. 2 000 personnes dont 519 rebelles abandonnent Al-Waer pour atteindre le Nord de la Syrie.
Le 24 avril 2017, une sixième évacuation se produit,. Environ 1 600 personnes et 160 rebelles quittent Al-Waer pour rallier Jarablus,.
Le 30 avril 2017, une septième évacuation se réalise,,. Approximativement 2 200 personnes dont environ 200 à 300 combattants sont acheminés vers la province d'Idleb,,.
Le 4 mai 2017, une huitième évacuation se passe.
Environ 2 000 personnes se retirent d'Al-Waer pour aller à Jarablus.
Le 10 mai 2017, une neuvième évacuation a lieu.
Les 20 mai 2017 et 21 mai 2017, la dernière évacuation est effectuée,,. Environ 600 à 700 combattants et 1 400 à 2 300 membres de leurs familles prennent place à bord des bus à destination du nord de la Syrie,. Au total, selon le gouverneur de la province de Homs, Talal Barazi, 15 000 personnes — 12 000 civils et 3 000 rebelles — se sont retirés d'al-Waer lors des différentes phases d'évacuations. L'Observatoire syrien des droits de l'homme affirme de son côté qu'au total 20 000 personnes ont choisi de quitter ce quartier — contre 12 000 convenus initialement — et 30 000 ont préféré rester.
Un millier de rebelles auraient notamment accepté de déposer les armes et de rester à al-Waer. Homs repasse alors entièrement sous le contrôle du régime syrien,,,,,.